# 1995 TB1
1995 TB1 är en asteroid i huvudbältet som upptäcktes den 12 oktober 1995 av de båda japanska astronomerna Takeshi Urata och Yoshisada Shimizu vid Nachi-Katsuura-observatoriet.
Asteroiden har en diameter på ungefär 4 kilometer.